# Evaristo Conrado Engelberg
Evaristo Conrado Engelberg (Piracicaba, 26 de outubro de 1853 – São Paulo, 1932)  foi um engenheiro mecânico e inventor brasileiro. É reconhecido como o inventor das máquinas de beneficiamento de arroz e café no Brasil.

## Biografia

### Invenção dos descascadores de café e arroz
Filho de imigrantes alemães, inicialmente estabelecidos em Campinas e posteriormente  na cidade de Piracicaba, estado de São Paulo no final do século XIX, desde sempre teve ativa participação no início da industrialização paulista, principalmente na cafeicultura, que durante as décadas de 1870-1880, correspondia a 56% das exportações do Brasil e no beneficiamento e descascamento de arroz.
Evaristo teve a ideia inicial em 1885, enquanto trabalhava na construção de uma roda d´água, observando um grupo de escravos que trabalhava no descascamento de arroz em pilões, principal método utilizado na época.
Apanhando um punhado do cereal em cascas e esfregando os grãos na mão, verificou que com a pressão, um tirava a casca do outro.
Voltando  imediatamente à oficina, começou a trabalhar na construção de um exótico aparelho que já estaria pronto no dia seguinte, criando assim  o primeiro descascador de  Arroz de cilindro horizontal.
O invento foi batizado com o nome de "Descascador Engelberg" e logo foi adaptado para trabalhar também com café, revolucionando o sistema de beneficiamento de Café e Arroz que existia até então.

### Fabricação no Brasil
Ainda assim, existia uma certa resistência inicial dos fazendeiros e lavradores, que preferiam utilizar a mão de obra escrava durante todo o ano para estes e outros serviços, do que investir o dinheiro nas máquinas inventadas por Engelberg, que seriam úteis apenas nos períodos de colheita das safras.
Mesmo com a resistência inicial, com o passar do tempo as encomendas foram aumentando, e entre os compradores apareceram  figuras ilustres como Antônio Lacerda de Chermont, Visconde de Arari e também Presidente da Província do Pará, e o membro da aristocracia cafeeira Paulista, Conselheiro Antônio da Silva Prado.
Com o forte desenvolvimento da empresa, Evaristo formou sociedade com o futuro Conde Siciliano, surgindo assim no ano de 1885 a “Engelberg & Siciliano”, tendo sua sede em Piracicaba.
Em 1890, a Gazeta de Piracicaba noticiava que Evaristo Conrado Engelberg fora nomeado membro correspondente da Academia Parisiense de Inventores, sendo distinguido com uma medalha de Ouro.

### Patentes da máquina beneficiadora de café
Em 1885, Engelberg registrava uma patente Britânica para a máquina descascadora de arroz.
Três anos depois, Engelberg, que morava em Piracicaba na época, em 1888, registrava uma patente americana sobre o invento criado em 1885.
Engelberg patenteou vários modelos das máquinas nos Estados Unidos e na Europa tendo enorme sucesso, pois os descascadores não espremiam os grãos, retiravam toda a palha e mantendo sua integridade, resultavam em um enorme ganho sobre a safra.
As máquinas faziam o descasque e o polimento dos grãos, podendo ser reguladas para fazer o serviço em diversas etapas, retirando as diversas camadas abaixo da casca "na mesma passagem".
A manutenção das máquinas também era bastante simples e barata, o que era muito vantajoso, pois na época os principais métodos de limpeza do Café ainda dependiam do trabalho de escravos em moinhos e monjolos.
O invento era precioso no Brasil e logo outros países produtores de Café e Arroz aumentaram os pedidos de encomenda para o Exterior.

### Fabricação nos EUA

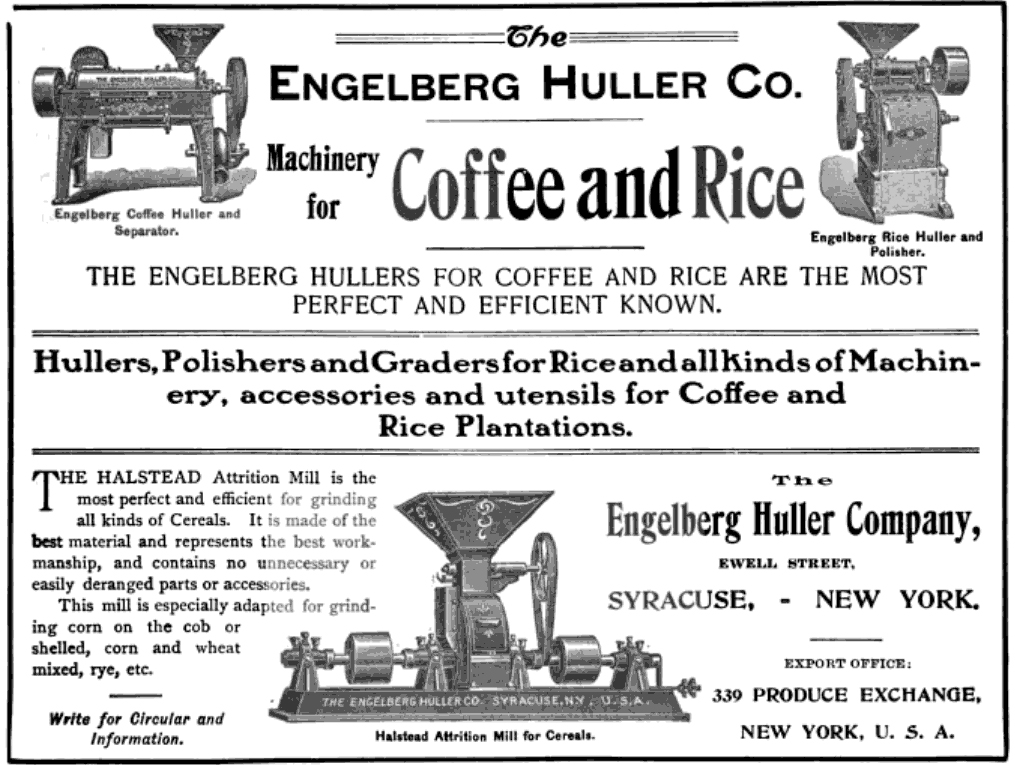
A c.1903 Anúncio comercial Engelberg Huller Company

Entendendo que, fabricando as máquinas no Brasil e as embarcando para os mercados de outros países, não existiria a estrutura ideal para que as máquinas atendessem a demanda mundial, em 1888, por interferência de José Tibiriçá surgia nos Estados Unidos, em Syracuse, New York, a Engelberg Huller Company.
A empresa americana produziu as máquinas beneficiadoras de Arroz a Café em larga escala e as exportou para o mundo inteiro, sendo citada a sua importância na Cronologia da História do Café em diversos países da Ásia, Europa e dos próprios Estados Unidos.
Em 1890, a sociedade de Engelberg e o futuro Conde Siciliano foi desfeita e a produção foi interrompida no Brasil. Porém a partir de 1922, as máquinas "Huller" produzidas em Syracuse, New York começaram a chegar ao Brasil.

### As invenções utilizadas até os dias de hoje
Ainda hoje (2011) a Engelberg Huller Company, de Nova York, segue com a produção e exportação das máquinas “Huller” para diversas partes do mundo.
Na década de 70, o historiador  americano Warren Dean, estudioso da Indústria Brasileira, escreveu o respeitado livro “A industrialização de São Paulo 1880-1945”, atualmente publicado pela Editora Record, assinalando a importância do invento de Evaristo Conrado Engelberg para a industrialização de São Paulo e do Brasil.